# Schlumbergera opuntioides
Schlumbergera opuntioides ist eine Pflanzenart in der Gattung Schlumbergera aus der Familie der Kakteengewächse (Cactaceae). Das Artepitheton opuntioides leitet sich vom griechischen Wort -oides für ‚ähnlich‘ sowie der Gattung ‚Opuntia‘ ab.

## Beschreibung
Schlumbergera opuntioides wächst epiphytisch oder lithophytisch mit reich verzweigten Trieben und kann bis zu 1,2 Meter hohe Gruppen bilden. Die im Alter drehrunden und holzig werdenden Triebabschnitte sind 1,5 bis 7 Zentimeter lang, 0,5 bis 3 Zentimeter breit und bis zu 0,9 Zentimeter dick. Auf ihnen befinden sich zahlreiche bewollte Areolen, aus denen im Alter steife Dornen entspringen. Die 5 bis 80 Dornen sind variabel, steif oder weich und borstenartig. Manchmal fehlen sie.
Die zygomorphen Blüten stehen etwa im rechten Winkel zu den Trieben. Sie sind mehr oder weniger rosapurpurfarben, werden bis zu 6 Zentimeter lang und erreichen Durchmesser von 4,5 Zentimetern. Das Perikarpell ist fünf- bis siebenkantig. Die kugelförmigen bis vier- oder fünfkantigen Früchte sind grün.

## Systematik, Verbreitung und Gefährdung
Schlumbergera opuntioides ist in den brasilianischen Bundesstaaten  Rio de Janeiro, São Paulo und Minas Gerais in Höhenlagen von 1600 bis 2200 Metern verbreitet.
Die Erstbeschreibung als Epiphyllum opuntioides wurde 1905 von Albert Löfgren (1854–1918) und Per Karl Hjalmar Dusén (1855–1926) veröffentlicht. David Richard Hunt stellte die Art 1969 in die Gattung Schlumbergera. Weitere nomenklatorische Synonyme sind Zygocactus opuntioides (Loefgr. & Dusén) Loefgr. (1918) und Epiphyllanthus opuntioides (Loefgr. & Dusén) Moran (1953).
Schlumbergera opuntioides wurde in der Roten Liste gefährdeter Arten der IUCN von 2002 als „Near Threatened (NT)“, d. h. gering gefährdet eingestuft. Nach der Überarbeitung der Liste 2013 wird die Art als „Vulnerable (VU)“, d. h. als gefährdet geführt.

## Nachweise